# Macadam tribus
Pour les articles homonymes, voir Macadam.
Macadam tribus était une émission de radio qui traitait de culture et de société, présentée sur la Première Chaîne de Radio-Canada.

## Description

### Réception
En onde pour 12 ans, cette émission a commencé le 25 août 1997 et s'est terminée le 20 juin 2009. L'émission Macadam tribus était diffusée toutes les semaines sur la bande FM, sur le radio satellite Sirius, sur la chaîne numérique Galaxie et sur le site Internet de la Première Chaîne de Radio-Canada.

### Contenu
Jacques Bertrand et son équipe commentaient l'actualité et les faits de société. Avec un contenu musical émergent et majoritairement francophone, l'émission se démarquait par ses capsules humoristiques, ses chroniques insolites et ses reportages sur le terrain.

### Équipe
- Animateur : Jacques Bertrand (1953 - 10 novembre 2014, à 61 ans[2])
- Reporters : Stéphane Leclair, Émilie Dubreuil et Catherine Pépin
- Chroniqueurs : Philippe Laguë, François Audet, Bernard Boulad, Pierre Chastenay, Nicolas Tittley, Élisabeth Grenier, Bruno Guglielminetti, Jean-François Nadeau
- Collaborateurs : Mohamed Lotfi, André Martineau, Frédéric Tremblay, Érika Leclerc-Marceau
- Réalisateur : François Blain
- Adjointe : Marie-Hélène Girard
- Webmestres : Ronald Georges, Charles Trahan, Tony Tremblay, Christian Côté